# Folksonomi
Folksonomi är ett system för klassificering, etikettering, som är uppbyggt av användargenererat innehåll. Termen är myntad av Thomas Vander Wal och är en sammanslagning av orden folk och taxonomi. Folksonomi blev populär på webben omkring 2004 då Web 2.0-tjänster tillät användare att kollektivt klassificera och hitta information. Exempel på webbplatser som använder sig av folksonomier är Flickr och Tumblr. Den klassiska användningen av folksonomi är i bloggar eller fotoalbum där användarna skapar sin egen uppsättning av taggar (ofta hashtags) för att klassificera sina poster eller foton. Folksonomi bygger på ordet "taxonomi". Till skillnad från en taxonomi där experter skapar informationsarkitekturen är en folksonomi skapad av vanliga användare. Hemsidan Delicious, där användarna kan lägga till etiketter till publika bokmärken, är ett utmärkt exempel på kollektiv taggning.
En fördel med att använda sig av folksonomi är att det är billigare då användarna själva skapar klassifikationen eftersom man slipper management-kostnaderna som annars uppstår i komplexa informationssystem. Att integrera folksonomi och taxonomi i ett system anses ibland vara en fördel, då de båda systemen hjälper till att väga upp och förbättra de begränsningar som de två annars har. Man kan vanligen söka efter objekt med samma taggar postat av andra användare, och ibland är taggarna organiserade i ett "taggmoln" där de mest använda taggarna visas med det största teckensnittet.